# Д’Аркур, Луи-Анри
Луи-Анри д'Аркур (фр. Louis Henrie d'Harcourt; 14 сентября 1692 — 18 сентября 1716) — французский офицер и чиновник.

## Биография
Второй сын маршала Франции герцога Анри д'Аркура и Мари Анн Клод Брюлар.
Граф де Бёврон. Занимал должность генерального наместника Верхней Нормандии и губернатора Старого дворца в Руане.
В 1709 году назначен полковником и командиром Осерского пехотного полка, участвовавшего в войне за Испанское наследство: в 1709—1712 годах в Эльзасе на линии Лаутера, в 1713 году — на Рейне под Ландау и Фрайбургом.
В 1715 году награждён испанским орденом Золотого руна.
Был холост. После его смерти должности в Нормандии и графский титул унаследовал его младший брат Анн-Пьер д'Аркур.